# Ruta del Ferro i del Carbó
La Ruta del Ferro i del Carbó de Ripoll és una via verda que ressegueix en 15 km el trajecte que feia antigament la línia de tren entre Ripoll i Ogassa, passant per Sant Joan de les Abadesses. El servei ferroviari en el tram entre Sant Joan de les Abadesses i Toralles funcionà fins al tancament de les mines, l'any 1967. El tram comprès entre Sant Joan de les Abadesses i Ripoll, per la seva banda, es va mantenir en actiu fins a l'any del seu centenari, el 1980. Va ser inaugurat com a via verda el 1999.
La ruta uneix Ripoll, a 682 metres d'altitud, amb Sant Joan de les Abadesses a 775 m. Tot el traçat és asfaltat i està flanquejat per vegetació. Presenta un desnivell total de 160 metres que no supera l'1% de pendent en cap cas.
Aquest tram de la via comença al quilòmetre 9, just davant de l'edifici de l'antiga estació de Sant Joan de les Abadesses. Sortint de l'estació, a uns tres cents metres, la via creua la carretera d'Ogassa i comença a ascendir suaument per la vall del Malatosca, un afluent del riu Ter que neix a la serra Cavallera. A quatre quilòmetres justos de l'estació de Sant Joan de les Abadesses, i a tretze de Ripoll, hom arriba a les mines de carbó d'Ogassa (975 m).
A l'estació de Sant Joan de les Abadesses s'inicia el tram d'enllaç fins a Olot, ciutat des de la qual parteix el traçat de la Ruta del Carrilet I fins a Girona, on enllaça amb la Ruta del Carrilet II. Aquestes rutes permeten arribar a la Costa Brava, a Sant Feliu de Guíxols, travessant les comarques de la Garrotxa, la Selva, el Gironès i el Baix Empordà.